# ぽ

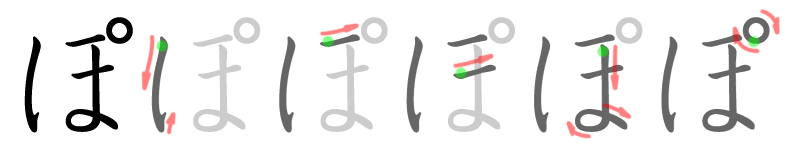
「ぽ」の筆順

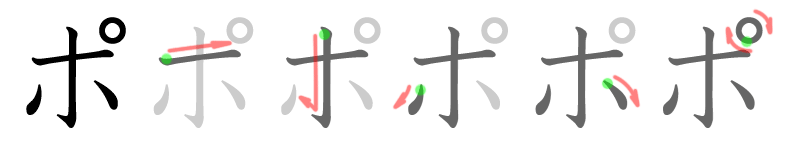
「ポ」の筆順

ぽ、ポは、日本語の音節のひとつであり、仮名のひとつである。1モーラを形成する。ほ、ホに半濁点をつけた文字となる。
- 現代標準語の音韻: 1子音と1母音「お」から成る音。両唇を閉じてから開く破裂音。有声子音。
- 発音： ぽ[ヘルプ/ファイル]

## ぽ に関わる諸事項
- 「ぽ」は、日本語で照れた状態を示す。
- 「ぽ」は、地名の後ろにつけることにより、その土地の気質を持った人を指す。（水戸っぽ）
- 「ポー」は、日本語でアッパーを示すことがある。（アッポー）
- 「ぽ (アルバム)」は、B-DASHのアルバムである。